# Vincent Lerche

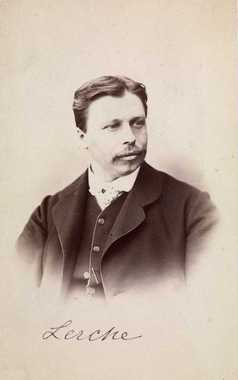
Vincent Lerche.

Vincent Stoltenberg Lerche, född 5 september 1837 i Tönsberg, död 28 december 1892 i Düsseldorf var en norsk målare.
Lerche studerade i Düsseldorf. Hans specialitet var arkitekturmåleriet, senare blev staffagefigurerna, oftast frodiga klosterbröder, huvudmotivet i hans konst. Bilderna hade gärna en anekdotisk poäng, uppfattad med jovial humor. Lerche var även litterärt verksam, var medarbetare i Ny Illustrerad Tidning och utgav skisserna Med blyanten (1873). Efter hans död utkom Fra det gamle Hjørnskab (1893). Lerche finns representerad på museerna i Oslo, Göteborgs konstmuseum och Stockholm.